# Bootsgast

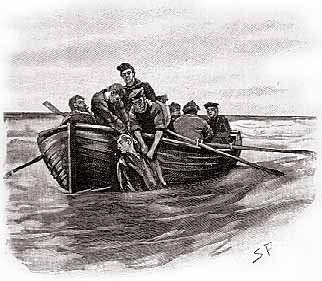
Bootsgasten beim Rudern

Bootsgast (Plural: Bootsgasten) ist eine alte Bezeichnung für einen Matrosen an Bord eines Ruderbootes.
Seine Aufgabe ist es am Riemen (Ruder) zu pullen (rudern).
In heutiger Zeit wird der Begriff auch für Helfer auf (Motor-)Rettungsbooten verwendet.